# Mirra Aleksandrovna Lokhvitskaya
Mirra Aleksandrovna Lokhvitskaya (tiếng Nga: Мирра Александровна Лохвицкая; 19 tháng 11 năm 1869 – 27 tháng 8 năm 1905) là nữ nhà thơ Nga, thường được gọi là "Sappho của Nga".

## Tiểu sử
Mirra Lokhvitskaya là con gái của một nhà bác học và là một luật sư nổi tiếng, chị gái của nữ nhà thơ Nadezhda Teffi. Tốt nghiệp Đại học Aleksandr Moskva. Làm thơ từ những ngày còn là sinh viên. Từ năm 1889 bắt đầu in thơ ở các tạp chí Севере; Художнике; Сев. Вестн; Неделе; Ниве... Năm 1896 in tập thơ đầu tiên, năm 1898 in tập thứ 2, năm 1900: tập thứ 3, năm 1903: tập thứ 4, năm 1905: tập thứ 5.
Năm 1897 được tặng Giải thưởng Puskin cho tập thứ 1. Năm 1905, tập thứ 5 được tặng giải thưởng của Viện hàn lâm. Nhà thơ Konstantin Dmitrievich Balmont gọi Mirra Lokhvitskaya là "Sappho của Nga" và tên gọi này trở thành phổ biến vì thơ của bà chỉ viết về tình yêu dưới mọi biểu hiện của nó. Về tài thơ, Mirra Lokhvitskaya là một trong những nhà thơ nữ xuất sắc nhất của Nga. Thơ của bà được yêu thích cả đương thời cũng như hiện tại.

## Một vài bài thơ

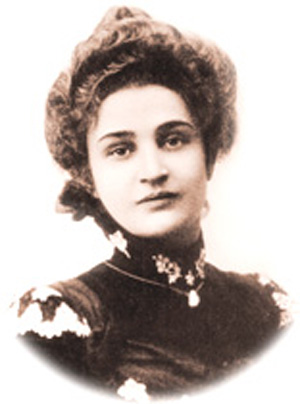
Mirra Aleksandrovna Lokhvitskaya

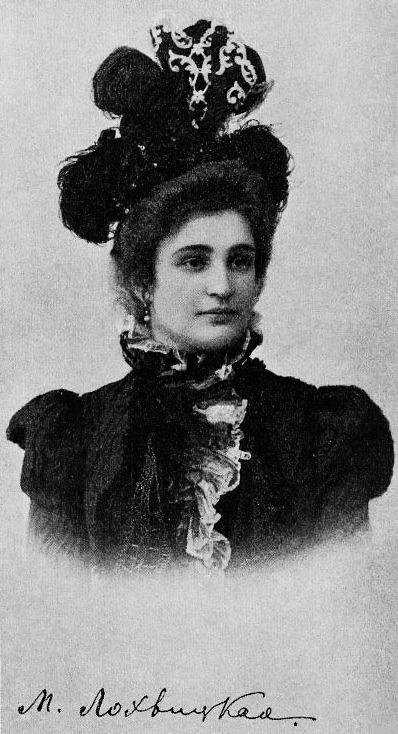
Mirra Aleksandrovna Lokhvitskaya

| Песни любви Хотела б я свои мечты, Желанья тайные и грезы В живые обратить цветы,- Но... слишком ярки были б розы! Хотела б лиру я иметь В груди, чтоб чувства, вечно юны, Как песни, стали в ней звенеть,- Но... порвались бы сердца струны! Хотела б я в минутном сне Изведать сладость наслажденья,- Но... умереть пришлось бы мне, Чтоб не дождаться пробужденья! Если б счастье мое Если б счастье мое было вольным орлом, Если б гордо он в небе парил голубом,- Натянула б я лук свой певучей стрелой, И живой или мертвый, а был бы он мой! Если б счастье мое было чудным цветком, Если б рос тот цветок на утесе крутом,- Я достала б его, не боясь ничего, Сорвала б и упилась дыханьем его! Если б счастье мое было редким кольцом И зарыто в реке под сыпучим песком,- Я б русалкой за ним опустилась на дно, На руке у меня заблистало б оно! Если б счастье мое было в сердце твоем,- День и ночь я бы жгла его тайным огнем, Чтобы, мне без раздела навек отдано, Только мной трепетало и билось оно! Умей страдать Когда в тебе клеймят и женщину, и мать - За миг, один лишь миг, украденный у счастья, Безмолвствуя, храни покой бесстрастья, Умей молчать! И если радостей короткой будет нить И твой кумир тебя осудит скоро На гнет тоски, и горя, и позора,- Умей любить! И если на тебе избрания печать, Но суждено тебе влачить ярмо рабыни, Неси свой крест с величием богини,- Умей страдать! | Khúc hát tình yêu Em muốn, giá mà đem mơ ước của anh Những ước mong kín thầm, hay giấc mộng Sẽ biến chúng thành những bông hoa sống động Nhưng... có lẽ là quá chói chang những bông hồng! Em muốn, giá mà em có cây đàn Đặt vào ngực cho tình cảm trẻ trung muôn thuở Như những bài ca, sẽ vang lên trong đó Nhưng... có lẽ là dây đứt hết vì tim! Em muốn, giá mà trong giấc ngủ thật nhanh Nhận biết ra sự ngọt ngào, đê mê khoái lạc Nhưng... có lẽ là em chết mất Khi đợi chờ sự thức dậy của anh! Giá mà hạnh phúc của em Giá mà hạnh phúc của em là chim đại bàng Rất kiêu hãnh bay giữa trời xanh thắm Thì em sẽ giương cung tên, dịu dàng em bắn Dù sống hay chết rồi nhưng nó của riêng em! Giá mà hạnh phúc của em là bông hoa diệu huyền Bông hoa nở trên đỉnh cao vách đá Thì em sẽ hái hoa, không sợ gì hết cả Bằng hơi thở của mình em hít cánh hoa tiên! Giá mà hạnh phúc của em là chiếc nhẫn vàng Giấu ở dưới đáy sông, chìm dưới cát Thì em sẽ hoá thành tiên cá đi tìm bằng được Và nhẫn vàng sẽ lấp lánh giữa tay em! Giá mà hạnh phúc của em nằm trong trái tim anh Thì ngày cũng như đêm em đốt hạnh phúc bằng ngọn lửa Để cho không phân chia, em trao anh muôn thuở Để hạnh phúc sẽ bồi hồi xao xuyến chỉ tình em! Hãy biết nếm mùi đau khổ Khi thiên hạ gọi ta là người mẹ, người phụ nữ Thì ta hãy bớt đi một khoảnh khắc trong hạnh phúc của mình Hãy lặng im và thản nhiên gìn giữ Hãy biết cách lặng im! Và nếu như niềm vui là những ngày rất ngắn Và thần tượng sẽ xét đoán ta trong một sớm một chiều Thì trong nhục nhã ê chề, khổ đau buồn chán Hãy biết học cách yêu! Và nếu trên người ta có dấu son chọn lựa Nhưng cái ách nô lệ cho ta trời đã đặt lên Thì hãy vác cây thập ác của mình với vẻ thần tiên Hãy biết nếm mùi đau khổ! Bản dịch của Nguyễn Viết Thắng |